# Craugastor nefrens
Craugastor nefrens là một loài ếch thuộc họ Leptodactylidae.
Loài này có ở Guatemala và có thể cả Honduras.
Môi trường sống tự nhiên của chúng là rừng ẩm vùng đất thấp nhiệt đới hoặc cận nhiệt đới.